# Antal Lux
Antal Lux (* 18. April 1935 in Budapest) ist ein ungarisch-deutscher Künstler.

## Leben
Nach seiner Flucht während des Aufstands 1956 in Ungarn nach Deutschland studierte er von 1960 bis 1965 Malerei und Grafik an der Staatlichen Akademie der bildenden Künste Stuttgart und betätigte sich als Maler und Grafiker. Seit seiner Übersiedlung nach West-Berlin im Jahr 1971 widmet er sich der Arbeit mit dem Medium Film, später der Videokunst und seit Mitte der 1990er-Jahre auch der Computergrafik.

## Arbeit
Er partizipiert und lebt in der Welt, die er beobachtet und beschreibt und ist daher als Person nie aus seinen Werken wegzusubtrahieren, denn sie sind nie absolut und objektiv zugänglich, sondern immer beobachter-relativ.  Und auch, wenn alle seine Aktivitäten und Gesten in parallelen Medien und Techniken scheinbar nebeneinanderhergehen, so sind sie doch letztendlich der Ausdruck von verschiedenen Facetten im Mosaik der unteilbaren Künstler-Persönlichkeit Antal Lux, der trotz oder gerade wegen seines breiten reifen Werkes die Frische des experimentellen Zugangs und damit der immerwährenden Herausforderung bewahrt hat. Seinen Arbeiten liegt kein Plan im Sinne eines Schemas zugrunde, aber ein Plan im Sinne einer erfindenden Schöpfung.  (Heiko Daxl, 1994)

## Preise und Auszeichnungen
- 1964 Prix International Salon de Paris, in Juvisy/Frankreich.
- 1988 Stipendium der Stiftung Kunstfonds Bonn.
- 1993 Prize of the Hungarian Fine Artists’ Society, International Biennial of Arts, Győr/Ungarn.
- 1991 Hauptpreis der "Retina" in Szigetvár/Ungarn.
- 1994  Preis der "Kurzfilmwettbewerb Niedersachsen", Hannover.
- 1995 Videoproduktionsförderung des Neuen Berliner Kunstvereins.
- 1996 Prize The 18h Tokyo Video Festival;
- ZKM Karlsruhe, Artist in Residence;
- 1. Preis der 5. Bremer Videokunst Förderpreis.
- 1998  "Silver Award " The 20. Tokyo Video Festival;
- Preis der „PIXEL-ELEKTROGRAFIK“ Budapest;
- Staatsauszeichnung für den heldenhaften Widerstand in der Revolution 1956 in Ungarn, überreicht vom ungarischen Staatspräsidenten László Sólyom in der Frankfurter Paulskirche.
- 2015 Munkácsy Mihály-Preis, Budapest;
- 2017 Diplom und Anerkennung für aktiven Widerstand in der Revolution in PÉCS;
- 2018 Preis und Anerkennung der Jury für Kunstvideo